# Società Sportiva Calcio Napoli 1966-1967
Questa voce raccoglie le informazioni riguardanti la Società Sportiva Calcio Napoli nelle competizioni ufficiali della stagione 1966-1967.

## Stagione
Nella stagione 1966-1967 il Napoli disputa il campionato di Serie A, con 44 punti si piazza al quarto posto, lo scudetto è stato vinto dalla Juventus con 49 punti, che proprio all'ultima giornata ha superato in classifica l'Inter, giunto secondo con 48 punti, al terzo posto con 45 punti Bologna. Retrocesse in Serie B la Lazio, il Foggia, il Venezia ed il Lecco.
Per questa stagione gli abbonati partenopei sono stati 69.000, sono arrivati al Napoli il centrocampista Ottavio Bianchi dal Brescia e l'attaccante Alberto Orlando dal Torino ed il difensore Romano Micelli dal Bologna. Nel ruolo di capitano Antonio Juliano succede a Pierluigi Ronzon, ruolo che Totonno manterrà fino al 1978. In campionato il Napoli partì vincendo le prime quattro partite, mentre le prime sconfitte arrivarono con Bologna e Juventus, entrambe per (1-0), cui seguirono altre larghe vittorie contro Lecco, SPAL, Venezia e Atalanta. Nell'ultima di campionato il Napoli superò 2-1 il Torino al San Paolo con gol di José Altafini, che in campionato realizzò 16 reti e 2 in Coppa delle Fiere. Il Napoli chiuse al quarto posto con 44 punti il campionato. In Coppa Italia gli azzurri sono entrati in scena nei quarti, ma si imbattono nella sorpresa Padova, e gli devono cedere il passo (2-1) dopo i supplementari, i veneti arriveranno in finale sconfitti dal Milan. In Coppa delle Fiere il Napoli supera il Primo turno eliminando gli austriaci del Wiener e nei sedicesimi elimina i danesi dell'Odense, ma nei ottavi viene eliminato dal torneo dagli inglesi del Burnley.
Miglior marcatore in campionato è stati Altafini con 16 reti, a seguire Cané e Orlando con 7, Bianchi con 6, Juliano con 4, Sívori con 2, Bean e Braca con 1.

## Divise
| Casa | Alternativa | Trasferta | Terza divisa | 1ª portiere | 2ª portiere |

## Organigramma societario
Area direttiva
- Presidente: Roberto Fiore

Area tecnica
- Allenatore:Bruno Pesaola

## Rosa
| N. |                   | Ruolo | Calciatore       |
| -- | ----------------- | ----- | ---------------- |
|    | Italia (bandiera) | P     | Claudio Bandoni  |
|    | Italia (bandiera) | P     | Pacifico Cuman   |
|    | Italia (bandiera) | D     | Romano Micelli   |
|    | Italia (bandiera) | D     | Dolo Mistone     |
|    | Italia (bandiera) | D     | Stelio Nardin    |
|    | Italia (bandiera) | D     | Dino Panzanato   |
|    | Italia (bandiera) | D     | Pierluigi Ronzon |
|    | Italia (bandiera) | D     | Amedeo Stenti    |
|    | Italia (bandiera) | D     | Mario Zurlini    |
|    | Italia (bandiera) | C     | Ottavio Bianchi  |

| N. |                    | Ruolo | Calciatore                 |
| -- | ------------------ | ----- | -------------------------- |
|    | Italia (bandiera)  | C     | Paolo Braca                |
|    | Italia (bandiera)  | C     | Flavio Emoli               |
|    | Italia (bandiera)  | C     | Antonio Girardo            |
|    | Italia (bandiera)  | C     | Antonio Juliano (capitano) |
|    | Italia (bandiera)  | C     | Vincenzo Montefusco        |
|    | Italia (bandiera)  | A     | José Altafini              |
|    | Italia (bandiera)  | A     | Gastone Bean               |
|    | Brasile (bandiera) | A     | Cané                       |
|    | Italia (bandiera)  | A     | Alberto Orlando            |
|    | Italia (bandiera)  | A     | Omar Sívori                |

## Calciomercato
| Acquisti | Acquisti        | Acquisti | Acquisti   |
| R.       | Nome            | da       | Modalità   |
| -------- | --------------- | -------- | ---------- |
| C        | Ottavio Bianchi | Brescia  | definitivo |
| A        | Paolo Braca     | L'Aquila | definitivo |
| A        | Alberto Orlando | Torino   | definitivo |
| D        | Romano Micelli  | Bologna  | definitivo |

| Cessioni | Cessioni         | Cessioni    | Cessioni   |
| R.       | Nome             | a           | Modalità   |
| -------- | ---------------- | ----------- | ---------- |
| D        | Mauro Gatti      | Padova      | definitivo |
| C        | Giovanni Bolzoni | Salernitana | definitivo |

## Risultati

### Serie A

#### Girone di andata
| Arbitro: | Motta (Monza) |

|             |           |  |
| Juliano 83’ | Marcatori |  |

| Arbitro: | Gonella (Torino) |

|             |           |  |
| Bianchi 82’ | Marcatori |  |

| Arbitro: | Monti (Ancona) |

|  |           |                     |
|  | Marcatori | 6’ Braca 78’ Sivori |

| Arbitro: | Francescon (Padova) |

|                              |           |                                |
| Orlando 12’, 53’ Bianchi 28’ | Marcatori | 49’ (rig.) Rivera 69’ Amarildo |

| Arbitro: | Sbardella (Roma) |

|             |           |            |
| Salvori 72’ | Marcatori | 29’ Sivori |

| Venezia 23 ottobre 1966 6ª giornata | Venezia               | 0 – 0 | Napoli | Stadio Pierluigi Penzo\| Arbitro: \| De Marchi (Pordenone) \| |
| Arbitro:                            | De Marchi (Pordenone) |       |        |                                                               |

| Arbitro: | Bernardis (Trieste) |

|              |           |  |
| Altafini 65’ | Marcatori |  |

| Arbitro: | D'Agostini (Roma) |

|              |           |  |
| Pascutti 31’ | Marcatori |  |

| Arbitro: | Sbardella (Roma) |

|  |           |             |
|  | Marcatori | 86’ Favalli |

| Arbitro: | De Marchi (Pordenone) |

|  |           |                                 |
|  | Marcatori | 44’ Bianchi 47’ (aut.) Pavinato |

| Arbitro: | Di Tonno (Lecce) |

|             |           |  |
| D'Alessi 7’ | Marcatori |  |

| Arbitro: | Pieroni (Roma) |

|             |           |  |
| Orlando 13’ | Marcatori |  |

| Arbitro: | Gussoni (Tradate) |

|                               |           |                 |
| Orlando 33’ Altafini 45’, 63’ | Marcatori | 6’, 70’ Micheli |

| Arbitro: | Genel (Trieste) |

|            |           |             |
| Hamrin 60’ | Marcatori | 51’ Orlando |

| Napoli 8 gennaio 1967 15ª giornata | Napoli              | 0 – 0 | Inter | Stadio San Paolo\| Arbitro: \| Lo Bello (Siracusa) \| |
| Arbitro:                           | Lo Bello (Siracusa) |       |       |                                                       |

| Arbitro: | Piantoni (Terni) |

|                                       |           |               |
| Altafini 8’, 78’ Cané 17’ Juliano 87’ | Marcatori | 19’ Azzimonti |

| Torino 22 gennaio 1967 17ª giornata | Torino           | 0 – 0 | Napoli | Stadio Comunale\| Arbitro: \| Sbardella (Roma) \| |
| Arbitro:                            | Sbardella (Roma) |       |        |                                                   |

#### Girone di ritorno
| Arbitro: | Pieroni (Roma) |

|                    |           |              |
| Gori 52’ Menti 64’ | Marcatori | 28’ Altafini |

| Arbitro: | Lo Bello (Siracusa) |

|                   |           |                                                 |
| Nardin 46’ (aut.) | Marcatori | 21’ Juliano 26’ (rig.) 36’, 64’ (rig.) Altafini |

| Arbitro: | Francescon (Padova) |

|                          |           |  |
| Altafini 22’, 87’ (rig.) | Marcatori |  |

| Arbitro: | De Marchi (Pordenone) |

|            |           |  |
| Rivera 77’ | Marcatori |  |

| Arbitro: | Toselli (Cormons) |

|                      |           |  |
| Bean 3’ Cané 6’, 89’ | Marcatori |  |

| Arbitro: | Carminati (Milano) |

|                                       |           |  |
| Bianchi 19’ Cané 32’, 47’ Juliano 40’ | Marcatori |  |

| Roma 12 marzo 1967 24ª giornata | Lazio            | 0 – 0 | Napoli | Stadio Olimpico\| Arbitro: \| Di Tonno (Lecce) \| |
| Arbitro:                        | Di Tonno (Lecce) |       |        |                                                   |

| Arbitro: | D'Agostini (Roma) |

|                      |           |             |
| Cané 11’ Orlando 42’ | Marcatori | 59’ Nielsen |

| Arbitro: | Francescon (Padova) |

|                          |           |  |
| Zigoni 52’ Salvadore 55’ | Marcatori |  |

| Arbitro: | Marchiori (Padova) |

|             |           |  |
| Bianchi 44’ | Marcatori |  |

| Arbitro: | Picasso (Chiavari) |

|             |           |           |
| Bianchi 62’ | Marcatori | 38’ Troja |

| Cagliari 23 aprile 1967 29ª giornata | Cagliari      | 0 – 0 | Napoli | Stadio Amsicora\| Arbitro: \| Motta (Monza) \| |
| Arbitro:                             | Motta (Monza) |       |        |                                                |

| Arbitro: | Genel (Trieste) |

|           |           |              |
| Valadè 2’ | Marcatori | 85’ Altafini |

| Arbitro: | Marengo (Chiavari) |

|                     |           |                                 |
| Altafini 27’ (rig.) | Marcatori | 44’ (rig.) Bertini 64’ Ferrante |

| Arbitro: | Pieroni (Roma) |

|              |           |              |
| Burgnich 81’ | Marcatori | 61’ Altafini |

| Arbitro: | Francescon (Padova) |

|  |           |                                   |
|  | Marcatori | 14’ Cané 36’ Orlando 50’ Altafini |

| Arbitro: | Toselli (Cormons) |

|                              |           |             |
| Puia 29’ (aut.) Altafini 50’ | Marcatori | 29’ Facchin |

### Coppa Italia
| Arbitro: | Sbardella (Roma) |

|                              |           |              |
| Morelli 51’ Quintavalle 119’ | Marcatori | 65’ Altafini |

### Coppa delle Fiere
| Arbitro: | Buchell |

|           |           |                      |
| Knoll 42’ | Marcatori | 27’ Cané 73’ Orlando |

| Arbitro: | Dekk |

|                                 |           |             |
| Cané 10’ Sivori 25’ Bianchi 26’ | Marcatori | 44’ Schmidt |

| Arbitro: | Adair |

|              |           |                                      |
| Haastrup 45’ | Marcatori | 9’, 20’ Sivori 49’ Altafini 52’ Cané |

| Arbitro: | Tschenscher |

|                        |           |             |
| Braca 84’ Altafini 85’ | Marcatori | 8’ Haastrup |

| Arbitro: | Gardeazabal |

|                                    |           |  |
| Coates 2’ Latcham 22’ Lochhead 51’ | Marcatori |  |

| Napoli 8 febbraio 1967 Ottavi ritorno | Napoli     | 0 – 0 | Burnley | Stadio San Paolo\| Arbitro: \| Ermsberger \| |
| Arbitro:                              | Ermsberger |       |         |                                              |

## Statistiche

### Statistiche di squadra
| Competizione      | Punti | In casa | In casa | In casa | In casa | In casa | In casa | In trasferta | In trasferta | In trasferta | In trasferta | In trasferta | In trasferta | Totale | Totale | Totale | Totale | Totale | Totale | DR  |
| Competizione      | Punti | G       | V       | N       | P       | Gf      | Gs      | G            | V            | N            | P            | Gf           | Gs           | G      | V      | N      | P      | Gf     | Gs     | DR  |
| ----------------- | ----- | ------- | ------- | ------- | ------- | ------- | ------- | ------------ | ------------ | ------------ | ------------ | ------------ | ------------ | ------ | ------ | ------ | ------ | ------ | ------ | --- |
| Serie A           | 44    | 17      | 13      | 2       | 2       | 30      | 11      | 17           | 4            | 8            | 5            | 16           | 12           | 34     | 17     | 10     | 7      | 46     | 23     | +23 |
| Coppa Italia      |       | 0       | 0       | 0       | 0       | 0       | 0       | 1            | 0            | 0            | 1            | 1            | 2            | 1      | 0      | 0      | 1      | 1      | 2      | -1  |
| Coppa delle Fiere |       | 3       | 2       | 1       | 0       | 5       | 2       | 3            | 2            | 0            | 1            | 6            | 5            | 6      | 4      | 1      | 1      | 11     | 7      | +4  |
| Totale            | 44    | 20      | 15      | 3       | 2       | 35      | 13      | 21           | 6            | 8            | 7            | 23           | 19           | 34     | 17     | 10     | 7      | 58     | 32     | +26 |

### Statistiche dei giocatori
| Giocatore     | Serie A  | Serie A | Coppa Italia | Coppa Italia | Coppa delle Fiere | Coppa delle Fiere | Totale   | Totale |
| Giocatore     | Presenze | Reti    | Presenze     | Reti         | Presenze          | Reti              | Presenze | Reti   |
| ------------- | -------- | ------- | ------------ | ------------ | ----------------- | ----------------- | -------- | ------ |
| P. Adorni     | 0        | 0       | 0            | 0            | 2                 | 0                 | 2        | 0      |
| J. Altafini   | 27       | 16      | 1            | 1            | 5                 | 2                 | 33       | 19     |
| C. Bandoni    | 34       | -22     | 1            | -2           | 3                 | -1                | 38       | -25    |
| G. Bean       | 12       | 1       | 0            | 0            | 2                 | 0                 | 14       | 1      |
| O. Bianchi    | 23       | 6       | 0            | 0            | 3                 | 1                 | 26       | 7      |
| P. Braca      | 10       | 1       | 0            | 0            | 3                 | 1                 | 13       | 2      |
| Cané          | 26       | 7       | 1            | 0            | 4                 | 3                 | 31       | 10     |
| P. Cuman      | 1        | -1      | 0            | 0            | 4                 | -6                | 5        | -7     |
| F. Emoli      | 4        | 0       | 1            | 0            | 3                 | 0                 | 8        | 0      |
| A. Girardo    | 26       | 0       | 0            | 0            | 2                 | 0                 | 28       | 0      |
| A. Juliano    | 34       | 4       | 1            | 0            | 4                 | 0                 | 39       | 4      |
| R. Micelli    | 17       | 0       | 1            | 0            | 5                 | 0                 | 23       | 0      |
| V. Montefusco | 7        | 0       | 1            | 0            | 1                 | 0                 | 9        | 0      |
| S. Nardin     | 34       | 0       | 1            | 0            | 4                 | 0                 | 39       | 0      |
| A. Orlando    | 33       | 7       | 1            | 0            | 5                 | 1                 | 39       | 8      |
| D. Panzanato  | 30       | 0       | 1            | 0            | 5                 | 0                 | 36       | 0      |
| A. Reif       | 0        | 0       | 1            | 0            | 0                 | 0                 | 1        | 0      |
| P. Ronzon     | 34       | 0       | 0            | 0            | 2                 | 0                 | 36       | 0      |
| O. Sivori     | 20       | 2       | 0            | 0            | 5                 | 3                 | 25       | 5      |
| A. Stenti     | 0        | 0       | 1            | 0            | 4                 | 0                 | 5        | 0      |
| F. Volpato    | 0        | 0       | 0            | 0            | 1                 | 0                 | 1        | 0      |
| M. Zurlini    | 3        | 0       | 0            | 0            | 0                 | 0                 | 3        | 0      |